# Emmas SchokoLaden
Emmas SchokoLaden ist ein Kinderbuch des Schweizer Autors Stephan Sigg. Das Buch ist 2006 bei der MVG Medienproduktion und Vertriebsgesellschaft erschienen. Es gibt drei Fortsetzungen: Emmas OsterAbenteuer, Emmas WeihnachtsGeschenk und Emmas Faire FashionShow. Der Autor erhielt für seine Emma-Reihe 2014 den Nachhaltigkeitspreis prix eco.swisscanto.

## Handlung
Emma betreibt ein kleines Schokoladengeschäft. Plötzlich verschwindet sie – zum Leidwesen ihrer Nichte Natascha, die mit ihr im SchokoLaden verabredet war. Sie hinterlässt einen Brief, in dem sie ihre Schwester Cornelia, Nataschas Mutter, bittet, sich während ihrer Abwesenheit um das Geschäft zu kümmern. Über den Zweck ihrer Reise verrät sie nichts. 
Im SchokoLaden taucht am nächsten Tag der zwielichtige Schokohändler Otilo auf. Seine Firma Chocolato ist ein großer Billig-Schokoladenlieferant, bei dem Emma bisher ihre Schokoladen eingekauft hat. Er sucht Emma und lässt seine Visitenkarte bei Cornelia im SchokoLaden zurück. 
Durch eine Video-Botschaft erfährt die Familie, dass Emma nach Südamerika geflogen ist. Dort stellt sie Nachforschungen zur Herkunft ihrer Schokolade und zu der Firma von Herrn Otilo an. 
Da die Vorräte an Schokolade langsam zur Neige gehen und sie dringend Nachschub benötigen, besucht Cornelia Herrn Otilo zusammen mit Natascha in seiner Villa am Stadtrand. Doch Natascha traut ihm nicht über den Weg. Um Beweise für seine kriminellen Machenschaften zu finden, schleicht Natascha durch das Haus und entdeckt die Hausangestellte Amalia. Sie ist illegal bei Herrn Otilo beschäftigt und wird von ihm schlecht behandelt. Natascha bietet ihr Hilfe an, doch Amalia hat Angst und möchte zunächst bei Herrn Otilo bleiben. 
Dann kehrt Emma aus Südamerika zurück. Sie hat sich dort über die Lebens- und Arbeitsbedingungen der Plantagenarbeiter und -arbeiterinnen informiert und ist schockiert über die schlechten Bedingungen. Sie beschließt, in ihrem Schokoladen zukünftig nur noch fair gehandelte Schokolade anzubieten. Natascha befreit schließlich zusammen mit ihrer Freundin Hina Amalia aus dem Haus von Herrn Otilo.
Am Ende gibt es eine große Eröffnungsfeier des SchokoLadens, der jetzt ausschließlich fair gehandelte Schokolade verkaufen wird. 

## Handelnde Personen
- Emma ist die chaotische Inhaberin eines Schokoladen-Geschäftes, sozial engagiert, immer voller Aktionismus.
- Natascha ist Emmas Nichte. Sie spielt gerne Hobby-Detektivin und ist jederzeit bereit, ihrer Tante zu helfen.
- Hina ist Nataschas beste Freundin.
- Cornelia, Emmas Schwester, übernimmt kurzfristig das Schokoladen-Geschäft, nachdem Emma spontan nach Südamerika geflogen ist.
- Yannick, Bruder von Natascha.
- Amalia, als Hausmädchen von Herrn Otilo von Peru nach Deutschland gekommen, flüchtet sie mit Hilfe von Natascha aus seinem Haushalt.
- Herr Otilo, Bösewicht der Emma-Reihe und Inhaber der Firma Chocolato. Er ist immer auf der Suche nach Profit für seine Billig-Schokoladen-Firma. Tante Emma und ihr kleiner Laden sind ihm ein Dorn im Auge und er lässt keine Gelegenheit aus, ihr irgendwie zu schaden

## Zusatzinformationen
Das Buch wurde herausgegeben in Kooperation mit der Siegel-Organisation Transfair/Fairtrade Deutschland. 
Es enthält Hintergrundinformationen und Unterrichtsideen zum Thema Fairer Handel im Schulunterricht. Die Anregungen sind geeignet für die Klassenstufen 4–6, für Kinder ab 9 Jahren.
Weitere praktische Unterrichtsideen zu Emmas SchokoLaden für die Grundschule und die Sekundarstufe I finden herausgegeben vom Projekt "Eine Welt in der Schule"/Grundschulverband e.V. (Heft Eine Welt in der Schule, Ausgabe Juni 2008).

## Ausgaben
Die komplette Emma-Reihe ist bei der MVG Medienproduktion & Vertriebsgesellschaft mbH erschienen. Emmas SchokoLaden, ISBN 978-3-88916-264-9, wurde am 1. September 2006 erstmals veröffentlicht. Weitere Nachauflagen erschienen 2009, 2010, 2011 und 2012. Die 5. aktualisierte Auflage erschien 2013.